# Johnnie Walker (Radsportler)
Johnnie Walker (* 17. März 1987 in Sale, Australien) ist ein ehemaliger australischer Radrennfahrer.
Walker war von 2007 bis 2013 bei internationalen Radsportteams unter Vertrag. Er gewann während seiner Karriere keine internationalen Straßenradrennen. In der Saison 2010 fuhr er für das UCI ProTeam Footon-Servetto, für das er die Vuelta a España bestritt und als 147. der Gesamtwertung beendete.

## Teams
- 2007–2008 Southaustralia.com-AIS
- 2009 Trek-Marco Polo (bis 30. Juni)
- 2010 Footon-Servetto
- 2011 V Australia
- 2013 Drapac Cycling